# Visoko (kommun)
Visoko är en kommun i Bosnien och Hercegovina.   Den ligger i entiteten Federationen Bosnien och Hercegovina, i den centrala delen av landet, 24 km nordväst om huvudstaden Sarajevo.